# Bärbel Wöckel
Bärbel Wöckel, geborene Bärbel Eckert (* 21. März 1955 in Leipzig), ist eine ehemalige deutsche Leichtathletin. Sie gewann für die DDR 1976 und 1980 vier olympische Goldmedaillen im 200-Meter-Lauf sowie in der 4-mal-100-Meter-Staffel. Damit ist sie nach der Zahl der Goldmedaillen die erfolgreichste unter allen deutschen Leichtathleten sowie eine der sechs erfolgreichsten Leichtathletinnen aller Zeiten (Stand: 2012).
Bärbel Wöckel trainierte beim SC Motor Jena. In den Einzeldisziplinen lief sie nie einen Weltrekord. Jedoch lief sie im Team mit Doris Maletzki, Renate Stecher und Christina Heinich mehrfach Weltrekord über 4-mal 100 Meter, das letzte Mal am 8. September 1974 in Rom. Bei den DDR-Meisterschaften belegte sie in der 4-mal-100-Meter-Staffel 1974, 1977, 1978, 1981 bis 1984 jeweils den ersten Platz. 1976 gewann sie mit der Mannschaft den dritten Platz. In dieser Zeit war sie im staatlich organisierten Dopingprogramm. Ihr Trainer war Horst-Dieter Hille.

## Sportlerkarriere
Bei den Olympischen Spielen 1976 in Montreal gewann sie die Goldmedaille über 200 Meter vor der knapp bezwungenen Westdeutschen Annegret Richter (Silber) und der ebenfalls aus der DDR stammenden Renate Stecher (Bronze), sowie die Mannschafts-Goldmedaille in der 4-mal-100-Meter-Staffel zusammen mit ihren Teamkolleginnen Marlies Oelsner, Renate Stecher und Carla Bodendorf vor der westdeutschen (Silber) und der sowjetischen Mannschaft (Bronze).
Bei den Olympischen Spielen 1980 in Moskau konnte sie ihren olympischen Erfolg von 1976 wiederholen und gewann nochmals die Goldmedaille im 200-Meter-Lauf vor der sowjetischen Sprinterin Natalja Botschina und der Jamaikanerin Merlene Ottey. Auch den Erfolg im Staffellauf konnte sie wiederholen und errang die Mannschafts-Goldmedaille zusammen mit ihren Teamkolleginnen Romy Müller, Ingrid Auerswald und Marlies Göhr (geborene Oelsner) vor der sowjetischen und der britischen Mannschaft.
In beiden Jahren, 1976 und 1980, stellte sie mit ihrem Sieg über 200 Meter jeweils einen olympischen Rekord auf.
Bei den Europameisterschaften 1982 konnte sie sich über 200 Meter durchsetzen, indem sie die Britin Kathy Smallwood besiegte, musste sich aber im 100-Meter-Lauf Göhr geschlagen geben.
Bei einer Größe von 1,74 m hatte sie ein Wettkampfgewicht von 62 kg.
Bis zur Verabschiedung in die Rente im März 2018 leitete Wöckel das Referat Jugend im Deutschen Leichtathletik-Verband (DLV).

## Einbindung in das Dopingsystem der DDR
1991 konnten die Dopinggegner Brigitte Berendonk und Werner Franke mehrere Dissertationen und Habilitationsschriften ehemaliger DDR-Dopingforscher in der Militärmedizinischen Akademie Bad Saarow sicherstellen. Anhand der Arbeiten ließ sich die staatlich organisierte Dopingpraxis vieler bekannter DDR-Leistungssportler, darunter auch Bärbel Wöckel, rekonstruieren. Den Angaben zufolge bekam Wöckel von 1983 bis 1984 hohe Dosen Oral-Turinabol verabreicht, zuzüglich mehrerer Injektionen von Testosteron-Ester in den Jahren 1983 und 1984. Die Medikation mit Oral-Turinabol für das Jahr 1984 betrug 1670 Milligramm.
Ines Geipel, die in der Staffel des SC Motor Jena zusammen mit Wöckel, Auerswald und Göhr am 2. Juni 1984 in Erfurt den immer noch gültigen deutschen Vereinsrekord von 42,20 s in der 4-mal-100-Meter-Staffel aufgestellt hatte, ließ 2005 ihren Namen wegen ihrer unfreiwilligen Einbindung in das Zwangsdopingsystem aus der Rekordliste des DLV tilgen. Wöckel entzog sich einer öffentlichen Debatte zu diesem Thema mit den Worten, das sei „so lange her“.

## Auszeichnungen (Auswahl)
- 1974: Vaterländischer Verdienstorden in Bronze
- 1976: Vaterländischer Verdienstorden in Silber[7]
- 1980 und 1984: Vaterländischer Verdienstorden in Gold
- 2018 mit der DLV-Ehrennadel in Gold ausgezeichnet[1]